# 丸山芳良
丸山 芳良（まるやま よしまさ、 1884年（明治17年）5月5日 - 1932年（昭和7年）3月23日）は、日本の歌人。

## 来歴
栃木県足利市通六丁目出身。足利の小学校高等科を経て、中学校時代に石川角次郎から洗礼を受け、1902年商工中学校（現日本大学第三高等学校）卒業。同年東京高等商業学校（現一橋大学）に進学するも、病気と実家の倒産のため2年で中退した。
中退後は日清製粉横浜工場主任や、日本統治時代の台湾の台北市の会社への勤務、名古屋市の製陶会社・旭陶器主事なども務めた。この間、1914年から窪田空穂に師事し、歌誌『国民文学』に参加。
1920年に喘息のため足利に帰郷し、1921年に足利印刷社を設立し、同社無限責任社員となった。また、短歌講座を開き、足利の文芸誌に歌を発表するなどもしていたが、1932年に49歳で死去し、足利印刷社も解散した。墓所は長林寺で、同寺に歌碑も建つ。

## 歌集
- 『丹灰集 : 歌集』地上社 1932年
- 『丸山芳良歌集』地上社 1965年